# Robert Pitrou
Robert Pitrou (Nantes, 29 maggio 1684 – 13 gennaio 1750) è stato un architetto e ingegnere francese costruttore di diversi ponti in muratura e più in particolare quello di Blois.

## Biografia
Figlio di un maestro muratore di Mantes, aveva acquisito dalla sua giovinezza una conoscenza molto ampia nei diversi rami della matematica e dell'architettura e si trasferì a Parigi per migliorarla.
Venne affiancato a Ange-Jacques Gabriel, assieme a Jean-Baptiste de Règemorte, come assistente ai lavori per la costruzione del ponte Jacques-Gabriel di Blois, 1716-1723, ed è qui che realizzò un'impalcatura volante, tanto forte quanto geniale, per scolpire lo stemma del Re in cima a una piramide che adornava il ponte di Blois.
In seguito iniziò i lavori di ricostruzione del ponte de La Charité-sur-Loire.
Dal 1721 venne nominato ingegnere della généralité di Bourges, e nel 1731 venne promosso ispettore generale  dopo il pensionamento di Henri Gautier.
Pitrou lasciò una collezione di progetti architettonici di ponti che fu pubblicata nel 1756 da uno dei suoi generi, l'ingegnere Tardif, poi impiegato alla généralité di Bordeaux.
Quest'opera, godette a lungo di una grande reputazione, e si trova nella biblioteca della École des ponts et chaussées.
Aveva, si dice, dieci figli, e uno dei suoi figli, morto nel 1811, era capo ingegnere del dipartimento della Manica, dove realizzò importanti opere, sia nel porto di Cherbourg che per la bonifica della palude del Cotentin.
La sua reputazione di ingegnere esperto era tale che, già nel 1736, l'ambasciatore britannico gli aveva proposto di occuparsi della costruzione di un ponte sul Tamigi a Londra. Rifiutò questa offerta e un anno prima della sua morte, nel 1749, presentò un progetto per il ponte George V di Orléans, un progetto poco diverso da quello che fu realizzato, qualche tempo dopo, sotto la direzione dell'ispettore generale Jean Hupeau.